# 羅京安縣 (北卡羅萊納州)

羅京安縣（英語：Rockingham County）是美國北卡羅萊納州北部的一個縣，北鄰維吉尼亞州。面積1,482平方公里。根据美國2000年人口普查，共有人口91,928人。縣治溫特渥（Wentworth）。
成立於1785年12月29日，縣名紀念查尔斯·沃森-文特沃斯，第二代羅京安侯爵 (Charles Watson-Wentworth, 2nd Marquis of Rockingham)。